# Taraxacum superbum
Taraxacum superbum — вид квіткових рослин з родини айстрових (Asteraceae). Вид зростає в Європі: Чехія, Фінляндія, Польща; це багаторічна рослина помірних біомів; належить до секції Taraxacum.